# Calamites

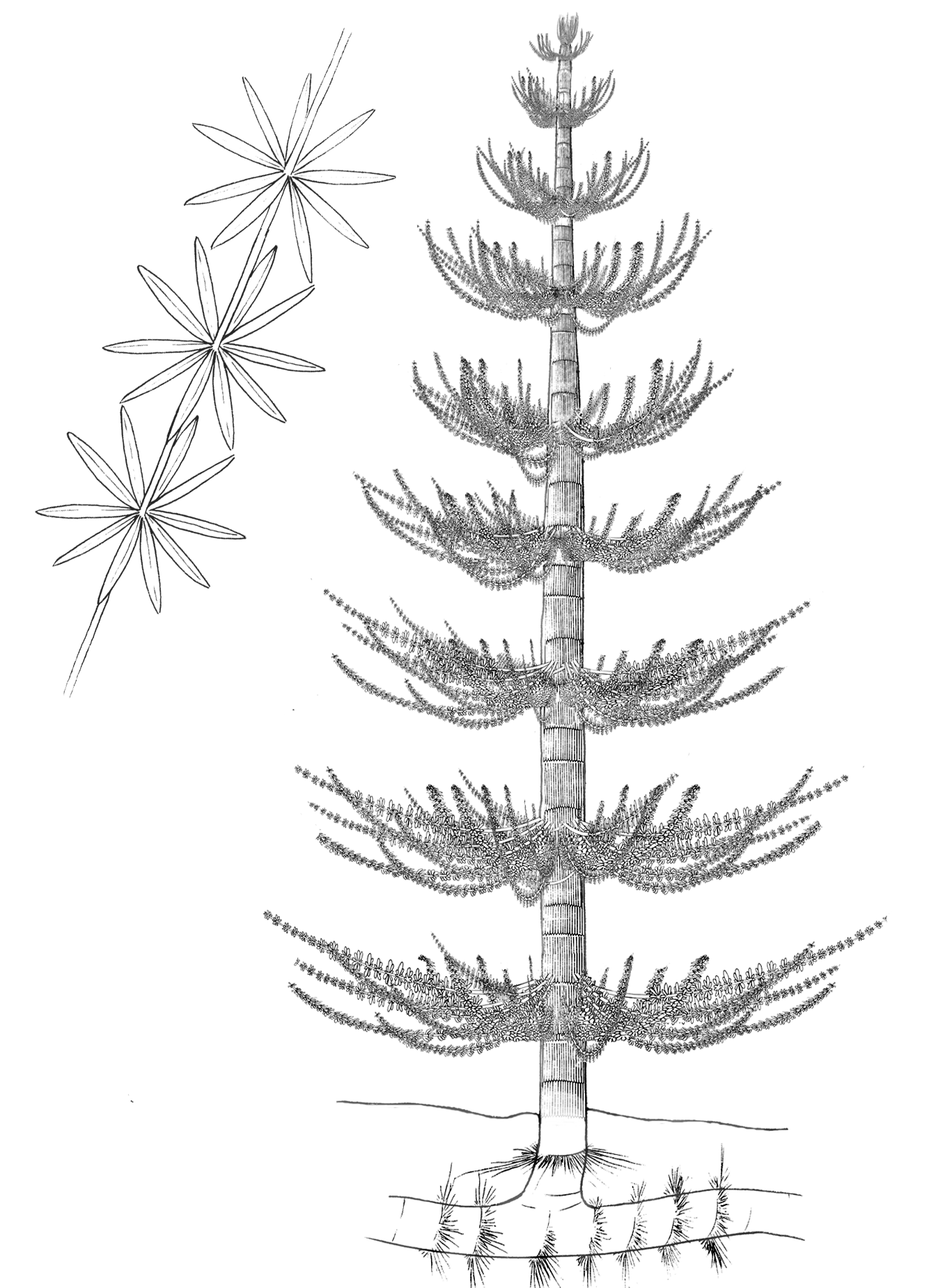
Representação de uma Calamites.

Calamites é um gênero extinto de cavalinhas que viveram no Carbonífero, relacionadas com as plantas do gênero Equisetum.